# Hans Christoph Ernst von Gagern

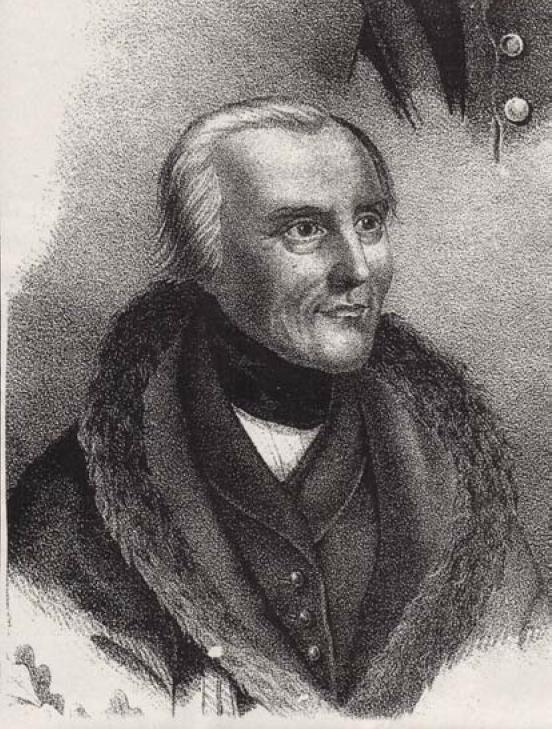
Hans Christoph von Gagern

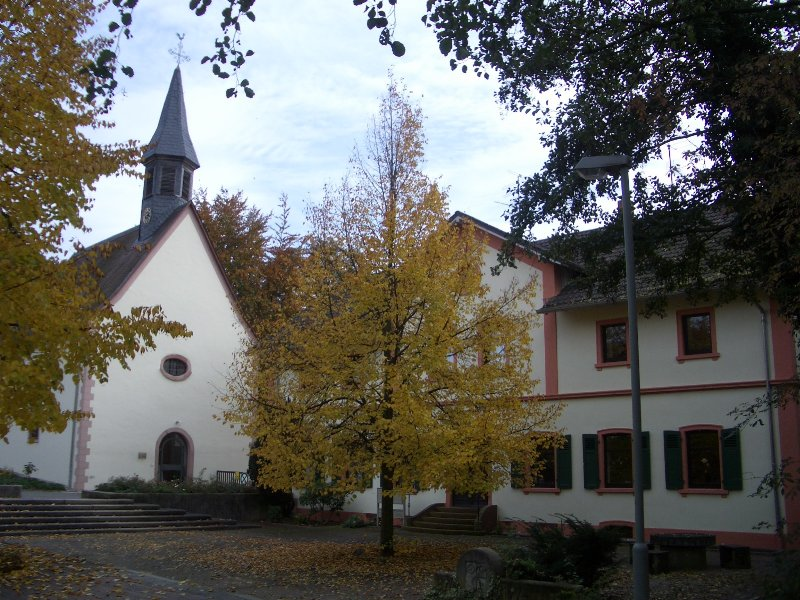
Hofgut der Familie Gagern und Alte Martinskirche in Hornau

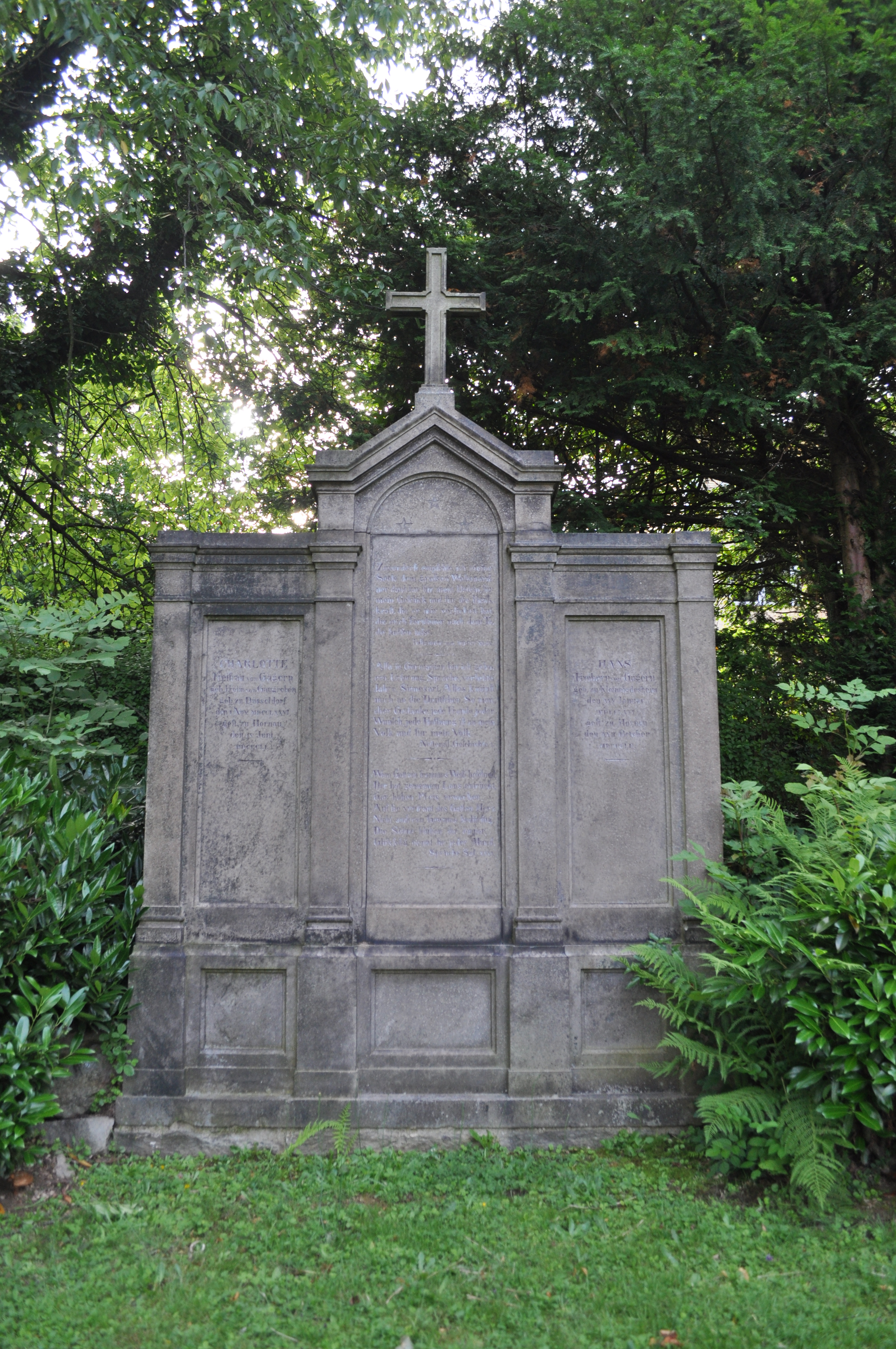
Grab von Charlotte und Hans Christoph von Gagern

Hans Christoph Ernst Freiherr von Gagern (* 25. Januar 1766 in Kleinniedesheim bei Worms; † 22. Oktober 1852 in Hornau bei Frankfurt) war ein deutscher Staatsmann und politischer Schriftsteller.

## Leben
Er entstammte dem alten rügenschen Adelsgeschlecht von Gagern, das sein Urgroßvater Claudius Mauritius von Gagern nach Süddeutschland verpflanzt hatte. Hans Christoph Ernst von Gagern wurde auf Schloss Kleinniedesheim geboren, als Sohn des Pfalz-Zweibrückischen Geheimrates und Obersthofmeisters Karl Christoph Gottlieb von Gagern (1743–1825) und dessen Frau Susanne Esther Laroche von Starkenfels. Der Vater war lutherischer Konfession, die Mutter Calvinistin. Der katholische Priester Ernst von Gagern war sein Halbbruder.
In Worms ging er bei den Jesuiten zur Schule. Ab 1778 besuchte er das Gymnasium in Zweibrücken und ab 1779 die École militaire in Colmar. 1781 begann er ein Studium der Rechts- und Staatswissenschaften in Leipzig und Göttingen. Im April 1785 trat er zunächst in den pfalz-zweibrückischen Staatsdienst als Regierungsassessor in Zweibrücken ein, wo sein Vater Obersthofmeister war. 1787 wechselte er in den nassau-weilburgischen Staatsdienst als Regierungsrat in der Residenzstadt Kirchheim am Donnersberg und wurde 1788 als Nachfolger von Friedrich Ludwig von Botzheim zum leitenden Minister und obersten Gerichtspräsidenten befördert. 1791 war er Gesandter beim Reichstag, ab 1801 nassauischer Unterhändler in Paris und bald darauf Geheimrat und Regierungspräsident. Napoleons I. Dekret, dass kein auf dem linken Rheinufer Geborener außerhalb Frankreichs ein öffentliches Amt bekleiden dürfe, zwang ihn, 1811 aus dem Staatsdienst auszuscheiden. Er begab sich nach Wien, wo er mit Joseph von Hormayr und Erzherzog Johann in Verbindung stand und an den Entwürfen zum neuen Aufstand der Tiroler 1812 mitarbeitete. Deshalb wurde er 1813 aus Österreich ausgewiesen und begab sich in das preußisch-russische Hauptquartier. 1813 war er Mitglied des Verwaltungsrats für die befreiten deutschen Gebiete unter Freiherr vom Stein.
Danach wechselte er nach England, wo er in die Dienste des Prinzen von Oranien trat und an dessen Restitution in den Niederlanden mitwirkte. Der neue König der Niederlande ernannte ihn zum leitenden Minister der vier oranischen Fürstentümer in Deutschland mit Sitz in Dillenburg.
1815 nahm er als Gesandter des Königs der Niederlande am Wiener Kongress teil und erwirkte durch engen Anschluss an England und Österreich die Vergrößerung des neuen Königreichs der Niederlande durch die belgischen Provinzen und die Gründung des Herzogtums Nassau als oranischer Mittelstaat zwischen Preußen und Frankreich, den er bis 1818 als niederländischer Gesandter beim deutschen Bundestag vertrat. Nachdem er schon 1795 in seiner revolutionären Frühschrift Peter der Eremit als „einer der Ersten in Deutschland“ (Heinrich von Treitschke) die Bedeutung der Auswanderungsfrage angesprochen hatte, wies er 1817 und 1818 in zwei weiteren Schriften – Über die Auswanderung der Deutschen und Der Deutsche in Nordamerika – auf die Schutzbedürftigkeit und Not der deutschen Auswanderer hin und regte Abhilfe an. Sein Aufruf wurde 1819 Gegenstand einer Beratung und eines Beschlusses seiner ehemaligen Kollegen im Bundestag. Die Schriften erregten Aufsehen und Ernst von Gagern wurde damit „der wohl bekannteste Wortführer in Auswanderungsfragen“.
1818 pensioniert, privatisierte er auf seinem Gut Hornau bei Höchst am Main. Er verfasste Denkschriften über Geschichte, Gegenwart und Zukunft der deutschen Staaten und stand mit vielen bekannten Zeitgenossen in lebhaftem schriftlichen Verkehr. Von 1820 bis 1824 war er für den Wahlkreis Pfeddersheim Mitglied der Zweiten Kammer der Landstände des Großherzogtums Hessen. Am 27. August 1829 wurde er zum Mitglied auf Lebenszeit der Ersten Kammer der Landstände ernannt. Als Abgeordneter propagierte er patriotische und philanthropische Vorhaben. Bis 1847 verging kaum eine Sitzung der Stände, in der Gagern nicht einen Antrag stellte. Obwohl er die Idee einer Volksvertretung im Bundestag früher abgelehnt hatte, begrüßte er die Frankfurter Nationalversammlung.
Er ist im denkmalgeschützten Familiengrab in Hornau neben seiner Ehefrau begraben.

## Politische Positionen
Von Gagern vertrat gemäßigte nationalliberale Positionen. Beim Ausbruch der französischen Revolution erkannte er deren Berechtigung an. Vor dem Hintergrund der Revolution und der folgenden napoleonischen Ära drängte er auf eine politische Einigung Deutschlands, auch mit Blick auf den militärischen Kampf gegen Frankreich. Dabei maß er angesichts des Gegensatzes zwischen Österreich und Preußen dem Dritten Deutschland der Mittel- und Kleinstaaten eine Vorreiterrolle zu. 
Grundsätzlich sprach er sich aber für Frieden zwischen den deutschen Staaten und Frankreich aus. 1795 entwarf er beispielsweise unter dem Pseudonym „Peter der Eremit“ das Projekt einer gemeinsamen Kolonisation der Mittelmeerregion und Amerikas. Später plädierte er im Deutschen Bund für die Einführung landständischer Verfassungen.

## Familie
Hans Christoph Ernst von Gagern heiratete am 7. Dezember 1793 Caroline (genannt: Charlotte) Freiin von Gaugreben (1776–1851). Das Paar hatte 7 Söhne und 3 Töchter, darunter:
- Karl Emil (* 1796; † 10. Januar 1862), bayrischer Major ⚭ 1840 Freiin Sophie von Falkenhausen-Trautskirchen (* 8. Dezember 1812; † 19. August 1893)[8]
- Friedrich von Gagern (* 24. Oktober 1794; † 20. April 1848), niederländischer General
- Heinrich (* 20. August 1799; † 22. Mai 1880), deutscher Politiker.

⚭ 1828 Louise von Pretlack († 24. Februar 1831)
⚭ 1839 Barbara Tillmann (1818–1889)
- Moritz (* 18. August 1808; † 2. Januar 1877), Abgeordneter ⚭ 1838 Freiin Biebrich Auguste von Wintzingerode (* 10. März 1812; † 14. Juli 1843)
- Maximilian (* 25. März 1810; † 17. Oktober 1889), Diplomat und Politiker

⚭ 1835 Franzina Lambert (vom Cap) (1815–1849)
⚭ 1853 Dorothea Biedenweg (1824–1890)
- Amalie (* 21. Januar 1798) ⚭ 1817 Freiherr Anton Philipp von Breidbach-Bürresheim genannt von Riedt (1791–1878), nassauischer Generalmajor
- Caroline (1801–1895) ⚭ 1830 Philipp von Mauchenheim genannt von Bertoldsheim († September 1852), Eltern von Hermann von Mauchenheim genannt Bechtolsheim

## Werke
Von seinen Schriften sind außer seinen autobiographischen Denkwürdigkeiten (Mein Antheil an der Politik. 5 (in 6) Bänden. Cotta u. a., Stuttgart u. a. 1823–1845), die ein lebendiges Bild der Napoleonischen Zeit und der diplomatischen Lage während der Freiheitskriege liefern, hervorzuheben:
- Die Resultate der Sittengeschichte. 9 Bände. 1808–1847;
  - Bd. 1: Die Fürsten. Wilmans u. a., Frankfurt am Main 1808;
  - Bd. 2: Die Fürnehmen oder Aristocratie. Anton Strauß, Wien 1812;
  - Bd. 3: Democratie. Wilmans u. a., Frankfurt am Main 1816;
  - Bd. 4: Politie oder der Staaten Verfassungen. Cotta Tübingen u. a. 1819;
  - Bd. 5/6: Freundschaft und Liebe. Cotta, Stuttgart u. a. 1822;
  - Bd. 7/9: Wohnung, Arbeit und Eigenthum oder die Familie. 1: Civilisation. Brockhaus, Leipzig 1847.
- Die Nationalgeschichte der Deutschen. Strauß, Wien 1813;[9]
  - Bd. 1: Von der uralten Zeit bis zu dem Gotenreich unter Hermanrich. 1813.
- Die Nationalgeschichte der Deutschen. Die großen Wanderungen. Von der Störung des Gotenreichs an der Donau, bis zum Frankenreich. 2 Bände. Wilmans, Frankfurt am Main 1825–1826.
- Critik des Völkerrechts. Mit practischer Anwendung auf unsre Zeit. Brockhaus, Leipzig 1840.